# Michel Platini
Michel Platini (født 21. juni 1955 i Jœuf, Frankrig) er en fransk tidligere fodboldspiller. Han spillede både som midtbanespiller og angriber og regnes for at være en af de bedste franske fodboldspillere gennem tiderne. 
Hans karriere begyndte hos AS Nancy. Senere kom han til Saint-Étienne, men han slog først for alvor igennem da han i 1982 skiftede til Juventus. Han blev topscorer i Serie A tre sæsoner i træk og vandt det italienske mesterskab 1984 og 1986. Desuden vandt han Europa cuppen for mesterhold 1985 og blev kåret til Europas bedste fodboldspiller i 1983, 1984 og 1985. Platini havde også en fornem tid hos det franske landshold. Han var med ved 3 VM-slutrunder: 1978, 1982 (fjerdeplads) og 1986 (bronze). Højdepunktet i hans karriere var nok EM i fodbold 1984, hvor han som anfører for det franske landshold, var turneringens helt store profil, blev topscorer med 9 mål og førte Frankrig hele vejen til guldet. 
Efter spillerkarrieren blev han fransk landsholdschef ved EM i fodbold 1992 og vicepræsident for VM i fodbold 1998. Den 26. januar 2007 blev han valgt som UEFA-præsident.